# 广化寺 (北京市)
39°56′28″N 116°23′26″E / 39.941038°N 116.3905014°E
广化寺，位于北京市西城区属于什刹海街道后海社区，什刹海北边的鸦儿胡同31号，是一座大型佛教寺院。现为北京市佛教协会和北京佛教音乐团办公活动场所。

## 历史
广化寺始建于元代，传说是一高僧托钵化缘、筹措布施所建，寺亦因此得名。明天顺七年（1463年）重建过一次。明万历年间、清咸丰十二年（1852年）重修，光绪二十年（1894年）重建。1937年溥儒（名画家溥心畬）曾出资修整。广化寺在明代为净土宗庙，清道光年改为子孙剃度庙。

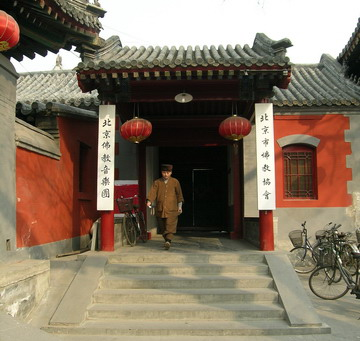
现为北京市佛教协会和北京佛教音乐团办公活动场所

宣统元年（1909年）由清学部主持在广化寺筹建京师图书馆（原北京图书馆前身），民国时期鲁迅作为教育部主管图书馆工作的社会教育司第一科科长，常来此工作。1917年京师图书馆从广化寺迁至方家胡同国子监南学。1921年8月广化寺对外开放。1927年，北平的南、北两个佛教会合并，设会址于广化寺。1939年在此创办广化佛学院，1946年建广化小学。1982年北京佛教协会成立并将会址设在此寺，1985年寺内成立北京佛教乐团。现为北京市佛教协会和北京佛教音乐团办公活动场所，北京市文物保护单位。

### 广化小学
1947年，当时广化主持玉山和尚倡议，组织广化小学董事会，在广化寺庙内成立了广化小学，校长为修明和尚。修明和尚曾去法国留学，攻读文学专业，后因故出家当了和尚，1949年后还一度出任大学教授，后来因为身体不好，又回到广化寺当和尚。广化小学开始办的是两个初级班，当时免交学费，并供给书本文具等。后逐渐健全为六年制的小学。1952年接管后，与私立崇实第二小学和竞业小学合并，改为鸦儿胡同小学分校，是第二批接管的市立小学。1957年为了保护古建，学校迁至广化寺后院的弥陀庵院内（鼓楼西大街63号）直至今日。

## 建筑
广化寺整体院落保持完好，建筑共分五路。除一般寺庙的中、东、西路以外，又在两旁增建东二路和西二路，是院落更显得宏阔而严整。寺院南侧有影壁，向北为山门殿，匾额书“敕赐广化寺”五个金粉大字。山门内东西两侧为钟楼、鼓楼，中为天王殿、大雄宝殿和藏经阁。藏经阁位于寺院后部，是一个二层罩楼，阁内藏有珍贵的明清两种刻本《大藏经》7部。各殿均有配殿，西侧两路各有二进院落，有观音阁、地藏阁、方丈室、法堂、祖堂等。东路尚存二层殿，其余均已拆改。
寺内有石碑4通。一些书法时石刻嵌于廊壁。1989年重修颐和园佛香阁时曾从寺内移去一尊大佛，并举行开光升座典礼。寺庙内保存一批藏经、佛画、碑刻、僧人影像及名人字画等珍贵文物。

## 佛事活动
每逢农历初一和十五，广化寺都有法事活动。每个周六北京佛教音乐团在广化寺都有演奏活动。每年农历的腊八，广化寺都要熬粥免费发放给到寺的市民，这一传统从建寺起延续至今。
1989年8月16日（农历七月十五）广化寺举行开光、升座典礼，信众400余人到寺祝贺大佛移至颐和园佛香阁。

## 图片

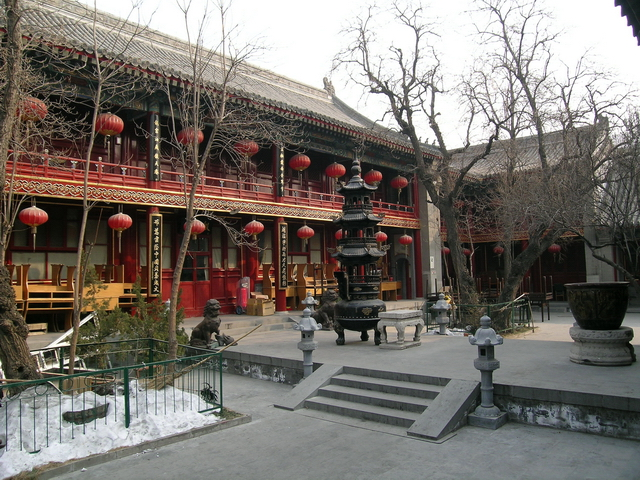
藏经阁
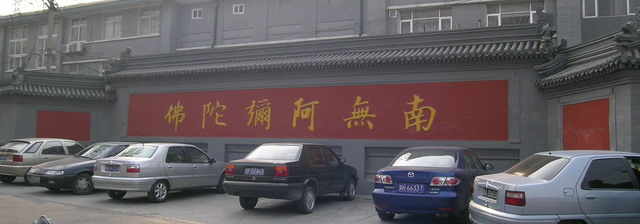
广化寺的影壁
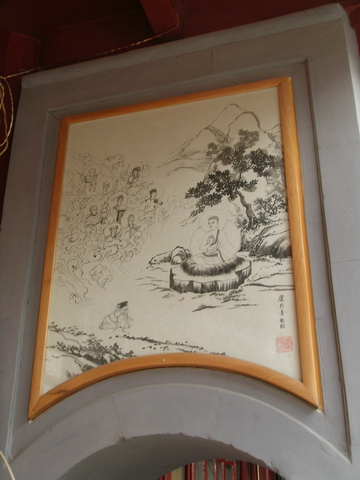
嵌于廊壁的佛画
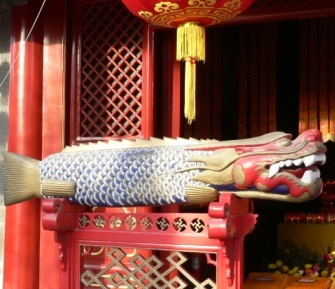
木鱼